# Guyencourt-et-Plessis
Guyencourt-et-Plessis est une ancienne commune française, située dans le département de l'Aisne en région Hauts-de-France.
Elle est intégrée à la commune de Villequier-Aumont depuis une ordonnance du 2 juin 1819.

## Géographie
La commune était composé de deux localités : Guyencourt et le Plessis-Godain

## Histoire
La commune de Guyencourt-et-Plessis a été créée lors de la Révolution française par la réunion des communes de Guyencourt et de Plessis-Godain. Le 2 juin 1819, elle est supprimée par ordonnance et elle est rattachée à la commune voisine de Villequier-Aumont.

## Administration
Jusqu'à son rattachement avec Villequier-Aumont en 1819, la commune faisait partie du canton de Chauny dans le département de l'Aisne. Elle appartenait aussi à l'arrondissement de Laon depuis 1801 et au district de Chauny entre 1790 et 1795. La liste des maires de Guyencourt-et-Plessis est :
| Période                                  | Période | Identité | Étiquette | Qualité |
| ---------------------------------------- | ------- | -------- | --------- | ------- |
|                                          |         |          |           |         |
| Les données manquantes sont à compléter. |         |          |           |         |

## Démographie
Jusqu'en 1819, la démographie de Guyencourt-et-Plessis était :
| 1793 | 1800 | 1806 | 1821 |
| ---- | ---- | ---- | ---- |
| 62   | 380  | 99   | 111  |